# Psychiatrická péče

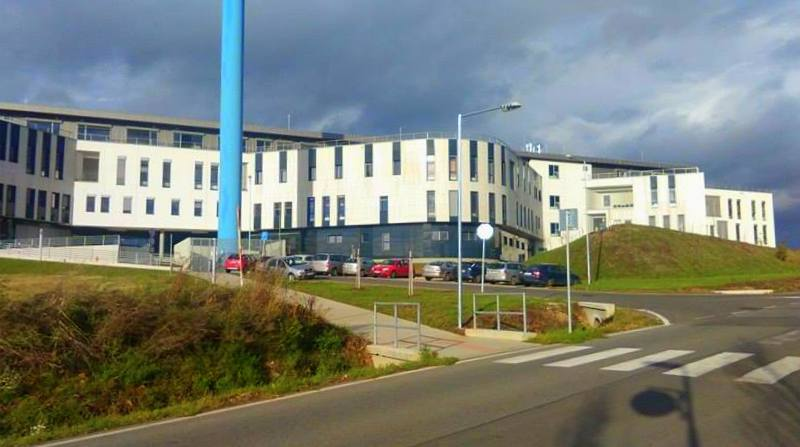
Národní ústav duševního zdraví (NUDZ)

Psychiatrická péče je péče poskytována osobám s duševním onemocněním ve veřejných a soukromých institucích. Tvoří ji psychiatrická zařízení jež jsou ambulantní, intermediární a lůžková. Péči realizují vzájemně propojené sítě center o duševně nemocné, mezi něž patří především psychiatrické ambulance, klinicko-psychologické ambulance, psychiatrické nemocnice, denní stacionáře a zařízení komunitní péče, která zprostředkovávají spolupráci psychiatrie a sociálních služeb.

## Vývoj psychiatrické péče
Vývoj psychiatrické péče je úzce provázán s přístupem k duševně nemocným a s rozvojem medicínského oboru psychiatrie. Oba tyto aspekty prošly v historii dlouhým vývojem a mnoha změnami, které se odvíjely především od aktuálního povědomí o psychických poruchách. Na historii péče lze pohlížet jednak z pohledu medicínského, kdy se postupně formoval obor psychiatrie, ale také z pohledu společenského, kam spadá především postoj společnosti k duševně nemocným jedincům.

### Péče ve starověku
Ve starověku vycházeli lidé z přesvědčení, že původem všech nemocí, včetně těch duševních, jsou nadpřirozené síly. Duševně nemocní byli podle nich stiženi zlými duchy, což spolu s neznalostí podstaty vzniku duševních nemocí způsobilo, že se lidé duševně nemocných báli a měli tendenci je izolovat a vytlačovat do ústraní, aby s nimi nemuseli přijít do styku. Během tohoto období se objevovaly i pokrokové názory, že nemocní nejsou zodpovědní za své činy, ale plně se jim začalo věřit až o mnoho později. Léčení, právní ochrana nemocných či organizovaná péče v tomto období tedy nijak nevynikala.
Významnou zemí pro rozvoj povědomí o duševních nemocech bylo Řecko. Zpočátku bylo léčení všech nemocí výsadní záležitostí kněží, kteří se snažili usmířit nebo vyhnat zlé duchy z těla nemocného, odlišný pohled filosofů a vědců však do těchto mystických pojetí vnesl zcela jiné světlo. Jedním z nejvýznamnějších řeckých lékařů byl Hippokratés, který svou koncepcí zcela vyvrátil mystické a náboženské příčiny jakýchkoliv nemocí. Hippokratés odhalil čtyři látky, jež působí nejen na celkovou harmonii člověka, ale zároveň utváří lidský temperament. Mezi tyto látky patří: krev, hlen, žlutá a černá žluč. Pokud jsou uvedené látky v souladu, je člověk zdráv, převládá-li však některá z nich nad ostatní, pak vzniká nemoc. Vznik duševních nemocí je závislý na tom, která ze základních tělesných šťáv mozek zaplavuje a v nadbytku jím protéká. Hippokratés se při léčení duševních chorob zaměřoval zejména na odstranění nadbytku některé ze čtyřech hlavních tělesných šťáv, čehož dociloval pouštěním žilou, projímadly a dávidly. Nejpoužívanějšími látkami byly různé bylinky, zelenina a ovoce, z kterých se připravovaly odvary a nálevy, jež se dají přirovnat k dnešním pilulkám. Hippokratés doplňoval léčbu také lehkým tělocvikem, procházkami nebo houpáním na visuté posteli. Vedle těchto metod se v Řecku objevily také první zmínky o šokových metodách léčby. Šok vedl k navození emocionální krize, po jejímž zvládnutí se očekávalo zlepšení psychického stavu pacienta.
V Římě se péče o duševně nemocné zpočátku odvíjela rovněž od usmiřování božího hněvu různými náboženskými obřady, oběťmi, modlitbami a amulety. S příchodem lékaře Asklépiadése se však tato starostlivost, zejména z medicínského pohledu, rozvinula. Asklépiadés aplikoval prostředky, jako houpání na visuté posteli, sprchy, koupele, lehký tělocvik, masáže, mořské koupele, pití minerálních vod a neustálé zaměstnávání nemocného. Mimo jiné se tento lékař zasloužil také o vznik mnoha terapeutických metod, z nichž asi nejznámější a dnes stále využívaná, je muzikoterapie. Dalším významným průkopníkem psychiatrické péče v Římě byl Sórános, ten se z hlediska zdravotnické péče o duševně choré stal zakladatelem lůžkového režimu v psychiatrii. Doporučoval izolaci nemocného na lůžku, pod stálým a vlídným dohledem ošetřovatele.

### Péče ve středověku
Období raného středověku bylo pro psychiatrickou péči důležité tím, že se v něm počínaly realizovat první pokusy o azylovou a nemocniční péči o duševně choré, nikoliv však z hlediska medicínského, nýbrž charitativního, jako projev nutnosti chránit zdravé občany před duševně nemocnými.
Střípky péče, která se začala formovat ve starověku, zanikly vlivem mocenského církevního postavení a postupně docházelo k návratu starověké, nevědecké představy o původu duševních nemocí. Duševně nemocní začali být opět považováni za posedlé démony a dokonce byla oficiálně přijata nauka o tzv. démonománii, jež byla jedinou možnou přijatelnou koncepcí vzniku duševních chorob. Na úroveň duševně chorých byly též postaveny čarodějnice a za čarodějnictví byl považován jakýkoliv projev bludů nebo halucinací.
Péče o nemocné byla opět svěřena kněžím, jejichž intervence spočívala v náboženských obřadech a exorcismu. V důsledku předsudků, pověr a hlavně přesvědčení o posedlosti duševně nemocných ďáblem, potkával choré různý osud. Někteří "šílenci" byli uzavíráni do tzv. klecí bláznů a postupně se začaly objevovat také jedny z prvních předpsychiatrických institucí, tzv. věže bláznů, které bývaly součástí městských opevnění. Jinou formou detence prostřednictvím níž se společnost bránila proti nebezpečí duševních poruch, byla tzv. loď bláznů, kdy byli duševně nemocní vykázáni na loď, ze které nebylo úniku. Mimo tyto praktiky docházelo také k upalování, církví identifikovaných a odsouzených duševně nemocných lidí, kteří byli považováni za posedlé a ovládnuté ďáblem.

### Péče v novověku
V novověku se začal objevovat silnější odpor vůči církevním dogmatům, který se mimo jiné dotkl také péče o duševně nemocné. Města začala tvořit neklášterní azyly pro nemocné, které značily počáteční snahy o sociálně právní ochranu duševně chorých. Následně se započala tvořit první pravidla zacházení s lidmi s duševním onemocněním, ačkoliv zprvu znamenala především vsazení do městských vězení, pokud byl nemocný nezvladatelný a ohrožoval na životě buď sebe nebo svou rodinu. Na tento sociálně právní aspekt postupně navazovalo i přibývání specializovaných lékařů, ve výsledku se však jejich metody (pouštění žilou, hladovka, podávání projímadel, dávidel a rotační stroje), stávaly pro nemocné mnohdy velmi nebezpečné.
První pokusy o zasazení do legislativy se objevily v roce 1714 v Anglii. Zde zákon opravňoval jednoho nebo dva soudce zavřít každou divoce šílenou a nebezpečnou osobu pod zámek a držet ji dokud se její stav nezlepšil. Tento zákon byl novelizován v roce 1744, ale i tak o zadržování duševně nemocných rozhodovaly stále soudy. Nebezpeční duševně choří byli zavíráni např. do cel, žalářů a sklepů a řada z nich skončila přivázána k nohám od stolu, nebo byli zastřeleni v neobydlených částech města. Nemocní, kteří nikoho neohrožovali byli necháni napospas a často jako polonazí a hladoví bloudili po ulicích. Postupně začaly pro tyto nemocné vznikat nejrůznější zařízení jako městské azyly, nemocnice, vězení aj.

### Péče v 19. a 20. století
19. a 20. století znamenalo pro psychiatrickou péči zásadní převrat, který je označován za psychiatrickou revoluci. Radikální změna v organizaci psychiatrické péče je v době Francouzské revoluce spojována se jménem Philipa Pinela, který zavedl do psychiatrických zařízení lidsky důstojný ošetřovatelský režim. Pinel se domníval, že agresivita a neklid nemocných je zapříčiněn omezeními, pouty a nesvobodou, a tak tzv. "zbavil duševně nemocné pout", což se posléze ukázalo jako přínosné.
Dále se také více rozšířil fenomén péče v azylových ústavech, které chránily nemocné před ústrky okolí a společnost byla zároveň v bezpečné vzdálenosti od těchto chovanců. Péče v léčebnách však často vedla k závislosti pacientů na zařízení, což znamenalo, že mnozí z nich se již nedokázali vrátit zpět do běžného života a ve 20. století proto došlo k dalším třem významným obratům. První z nich přinesla psychoanalýza, která přišla s porozuměním motivacím a zdánlivě nesrozumitelným projevům lidské mysli. Pro praxi a pokrok neurovědního zkoumání duševních pochodů byl dále významný objev a rozvoj psychofarmak, která umožnila mnohým pacientům opustit prostředí psychiatrických léčeben a o postavení a způsob léčby psychiatrických pacientů se postaral rozvoj sociální psychiatrie, která měla nejprve za cíl zaměstnávat a postupně navracet upadající dovednosti nemocným, ale později se zasloužila i o rozvoj komunitních center a postupné deinstitucionalizaci péče o duševně nemocné, která pokračuje až dodnes.

## Psychiatrická péče v České republice
Psychiatrická péče se v České republice začala ve prospěch nemocných vyvíjet až v 19. a 20. století. Ve středověku nebylo v Čechách o duševně choré vůbec pečováno. Péče o lidi s duševním onemocněním se uskutečňovala při kostelech a klášterech v tzv. ústavech veřejného charakteru, kam byli nicméně duševně nemocní přijímáni jen ojediněle a to za předpokladu, že projevy jejich nemoci nebyly urážlivé a pobuřující pro církev. Nemocní nezasluhovali péči ani ochranu, neboť byli považováni za ďáblem posedlé osoby a kacíře, které bylo třeba žalářovat a upalovat.
V období mezi lety 1860 až 1920 se začaly stavět velké psychiatrické léčebny, kam se posléze přesunulo značné množství duševně nemocných, jež byli dle tehdejší koncepce nevyléčitelní a bylo je tak třeba izolovat od společnosti. Například v roce 1870 byla zřízena Psychiatrická nemocnice v Kosmonosech, v roce 1880 byl otevřen ústav v Dobřanech a v roce 1903 se rozhodlo o vybudování Psychiatrické nemocnice Bohnice.
Během období válek a následného komunistického režimu v Československé republice byla péče spíše tlumena a rozvíjela se velmi pomalu. V roce 1960 začal postupný rozvoj sítě ambulantních psychiatrů a 1. 7. 1966 byl schválen zákon o péči o zdraví lidu č. 20/1966 Sb., který sjednotil zdravotnickou péči.
Rozvoj psychiatrické péče se začal pomalu posouvat po roce 1989, kdy se více hovořilo o psychických poruchách a mizela izolace psychiatrie od jiných medicínských oborů. Stále více se mluvilo o reformě psychiatrické péče, která měla za cíl zvětšit míru péče mimo psychiatrické nemocnice a postupně tak docházelo k mírnému snižování počtu lůžek a po celé České republice vzniklo několik komunitních center pro duševně nemocné. V současné době se uskutečňuje další reforma psychiatrické péče a nedílnou součástí péče o duševně nemocné je již celá řada psychologických a psychiatrických ambulancí, nicméně zde stále chybí dostatečné množství denních stacionářů, krizových center, chráněných bydlení a dalších služeb, které by tvořily síť komunitní péče po lidi s duševním onemocněním.

### Právní předpisy upravující péči o duševně nemocné
- Listina základních lidských práv a svobod (ústavní zákon č. 23/1991 Sb.)čl. 31: Každý má právo na ochranu zdraví. Občané mají na základě veřejného pojištění právo na bezplatnou zdravotní péči a na zdravotní pomůcky za podmínek, které stanoví zákon.[7]

- Úmluva o lidských právech a biomedicíně (sdělení MZV č. 96/2001 Sb. m. s.)čl. 5: Jakýkoli zákrok v oblasti péče o zdraví je možno provést pouze za podmínky, že k němu dotčená osoba poskytla svobodný a informovaný souhlas. Tato osoba musí být předem řádně informována o účelu a povaze zákroku, jakož i o jeho důsledcích a rizicích. Tato osoba může kdykoli svobodně svůj souhlas odvolat.čl. 7: Osoba s vážnou duševní poruchou může být podrobena zákroku bez svého souhlasu, je-li zákrok zaměřen na léčbu její duševní poruchy, pouze v případě, že by bez takovéto léčby se vší pravděpodobností došlo k závažnému poškození jejího zdraví.[8]

- Zákon o zdravotních službách, který upravuje zejména převzetí nemocného do péče bez jeho souhlasu[9]
- Zákon o sociálních službách[10]
- Úmluva OSN o právech osob se zdravotním postižením[11]

## Organizace psychiatrické péče v České republice
Psychiatrická péče je nedílnou součástí zdravotní péče. Hlavními orgány, které v České republice tvoří strukturu zdravotnických institucí, jsou Ministerstvo zdravotnictví, Všeobecná zdravotní pojišťovna, ostatní zdravotní pojišťovny a zdravotnická zařízení. Psychiatrická péče je realizována prostřednictvím sítě psychiatrických zařízení lůžkových, ambulantních a intermediárních.

### Psychiatrické ambulance
Psychiatrická ambulance je základním článkem v systému psychiatrické péče. Existuje samostatně nebo jako součást psychiatrických klinik, psychiatrických léčeben a oddělení psychiatrických nemocnic. Psychické poruchy se zde diagnostikují, léčí a provádí se jejich rehabilitace i prevence, dále dochází k pravidelným kontrolám stavu, sledování případných komplikací nebo k úpravám medikace u pacienta. Ambulantní psychiatrie je koordinátorem pacientovy péče v systému psychiatrických i následných zdravotně-sociálních služeb.

### Intermediární zařízení
Komplementární nebo také intermediární péče navazuje na hospitalizaci nebo ambulantní péči a někdy je brána jako mezičlánek mezi hospitalizací a ambulancí. Umožňuje zachování větší soběstačnosti, navazování sociálních kontaktů, zaměstnání a program ve volném čase s podílem vlastní iniciativy a aktivní činnosti klientů.
Je realizována prostřednictvím denních stacionářů, chráněných dílen, chráněných pracovišť a pracovně-tréninkových center. Dále také pomocí chráněných bydlení, domů na půl cesty, terapeutických klubů a svépomocných skupin nemocných a jejich rodinných příslušníků.

### Lůžková zařízení
Psychiatrická lůžková zařízení zajišťují akutní i následnou léčbu a rehabilitaci osob s duševní poruchou. Lůžková péče je poskytována na psychiatrických odděleních nemocnic, v psychiatrických nemocnicích a ve specializovaných lůžkových zařízeních. Pacienti jsou sem přijímáni k dobrovolné léčbě, nedobrovolné léčbě i ústavní ochranné léčbě a je jim po 24 hodin zajišťována nepřetržitá psychiatrická lékařská služba.
V České republice je dnes posilován trend ambulantní a intermediární péče s omezováním počtu psychiatrických lůžek a vytváření podpůrné funkční sítě psychiatricko-psychologicko-sociální péče, jež souvisí i s probíhající reformou psychiatrické péče.
Lůžková zařízení vytvářejí typicky v uzavřeném prostoru komunity osob, jejichž chování je regulováno medikací. Regulace celé komunity medikací a dalšími prostředky a metodami vytváří během pobytu pacienta prostředí, které se pro pacienta jeví jako bezpečnější, než prostředí mimo takovéto zařízení.

## Reforma psychiatrické péče v České republice
7. října 2013 byla schválena strategie reformy psychiatrické péče, která se realizuje mezi roky 2014-2023.
Reforma navazuje na dlouhodobě nedostačující a podfinancovanou péči o duševně nemocné, na materiálně i technicky zastaralý stav psychiatrických nemocnice a na nerovnoměrně rozloženou síť služeb s nestejnými podmínkami výkonu péče, přetížení ambulantních psychiatrů a na slabou a systémově nepodporovanou komunitní péči.
Strategické cíle reformy jsou:
1. Zvýšit kvalitu psychiatrické péče systémovou změnou organizace jejího poskytování.
2. Omezit stigmatizaci duševně nemocných a oboru psychiatrie obecně.
3. Zvýšit spokojenost uživatelů s poskytovanou psychiatrickou péčí.
4. Zvýšit efektivitu psychiatrické péče včasnou diagnostikou a identifikací skryté psychiatrické nemocnosti.
5. Zvýšit úspěšnost plnohodnotného začleňování duševně nemocných do společnosti (zejména zlepšením podmínek pro zaměstnanost, vzdělávání, bydlení aj.).
6. Zlepšit provázanost zdravotních, sociálních a dalších návazných služeb.
7. Humanizovat psychiatrickou péči.[13]

Reforma má přinést komplexní změnu systému, jehož klíčovým prvkem je vytvoření nového systémového prvku – Center duševního zdraví (CDZ). Primárním posláním CDZ je poskytování psychiatrických zdravotnických a přímo navazujících sociálních služeb s cílem maximální podpory začlenění klientů do jejich vlastního sociálního prostředí. Globálním cílem reformy psychiatrické péče je tedy zlepšení kvality života lidí s duševním onemocněním, což souvisí s důrazem na uplatňování, prosazování a naplňování lidských práv duševně chorých v nejširším možném výkladu.